# Jhule
Jhule (nep. झुले) – gaun wikas samiti w środkowej części Nepalu w strefie Dźanakpur w dystrykcie Dholkha. Według nepalskiego spisu powszechnego z 2001 roku liczył on 557 gospodarstw domowych i 2632 mieszkańców (1372 kobiet i 1260 mężczyzn).